# Mathias Kneißl (Film)
Mathias Kneißl ist ein 1970 gedrehtes, um die Jahrhundertwende spielendes, deutsches Fernsehfilmporträt des gleichnamigen, bayerischen Räubers. Unter der Regie von Reinhard Hauff spielte Hans Brenner die Titelrolle.

## Handlung
Gleich einer gesellschaftskritischen Moritat erzählt der Film die Lebensgeschichte des aus sehr armen Verhältnissen stammenden, 1875 geborenen Kneißl. Der älteste Sohn von Gastwirtsleuten wird im Alter von 16 Jahren erstmals straffällig und zwar mit einer Harmlosigkeit: dem „Besuch einer öffentlichen Tanzmusik“, wie es in der Anklage heißt. Erstmals muss er für drei Tage Haft hinter Gitter. Es folgen Vergehen als fünffacher Schulschwänzer, wofür Kneißl bereits 38 Tage Haft absitzen muss. Der Weg ins Verbrechen ist bald vorgezeichnet. Kneißl, der anfänglich noch mehrfach versucht, ein reguläres Leben jenseits der Straffälligkeit zu führen, empfindet eine tiefe Ungerechtigkeit, als Polizisten seinen Vater, der der Wilderei überführt worden war, zu Tode prügeln und eine Meute aufgebrachter Bauern die elterliche „Schachermühle“ abbrennen.
Nun beginnt Kneißls Weg in die schwerwiegende Gesetzlosigkeit: Er will sich an der Gesellschaft rächen und geht in den Untergrund. Sein Versteck sind die bayerischen Wälder. Er beraubt einen Dorfpfarrer, schießt auf zwei Gendarmen, die ihren schweren Verletzungen erliegen und beginnt reiche Gutsherren zu terrorisieren. Als er zwei Pfandbriefe der Bayerischen Hypothekenbank zu je 500 Mark erbeutet, bietet die Königliche Polizeidirektion München 300 Mark Belohnung in einer Sonderausgabe einer Zeitung auf. Seine Landsleute, denen Rebellentum fern liegt und den Aufruhr gegen „die da oben“ nicht wagen, sehen in dem Räuber Kneißl, dessen Markenzeichen ein großer, schwarzer Hut ist, bisweilen einen Helden gegen staatlich-polizeiliche Willkür und die Ausbeutung durch Großbauern und Gutsherren. Zeitweilig hat er den Ruf eines Volkshelden, auch wenn er, anders als etwa Robin Hood, die gemachte Beute für sich behält. 
Auch die Damenwelt in Gestalt mancher Bäuerin ist dem kräftigen „ganzen Kerl“ durchaus zugetan. Bald aber wird zur großen Jagd auf den „Räuberhauptmann“ geblasen, und nachdem die Polizei ein Aufgebot von 60 Mann gestellt hatte, um Kneißl endlich zu fassen, geht er der Staatsmacht im März 1901 im Aumacher-Anwesen in Geisenhofen ins Netz. Dabei wird Mathias Kneißl durch einen Schuss schwer verletzt. In einem Prozess wird Kneißl zum Tode verurteilt und im Februar 1902 in Augsburg enthauptet. Sein Schädel wird in der Münchner Anatomie öffentlich zur Schau gestellt.

## Produktionsnotizen
Mathias Kneißl entstand zwischen dem 5. November und dem 5. Dezember 1970 in Rehlingen bei Weißenburg in Bayern. Da es sich um eine von der Bavaria Atelier GmbH (Geiselgasteig) umgesetzte ARD-Auftragsproduktion des WDR handelte, erfolgte die Erstausstrahlung im Fernsehen am 20. April 1971 um 21 Uhr. Der Kinostart fand am 28. Mai 1971 statt. Im Juli desselben Jahres lief Hauffs Inszenierung auf den Moskauer Filmfestspielen.
Lutz Hengst hatte die Herstellungsleitung, Michael Bittins die Produktionsleitung. Die Pyrotechnik besorgte Karl Baumgartner, die Ausstattung übernahm Max Ott jr., die Kostüme entwarf Barbara Baum.
Der Film war zu der Zeit seiner Uraufführung an viel besprochenes und heiß diskutiertes TV-Projekt, mit dem versucht wurde, erstens eine Art alternativen (sprich: sozialkritischen) Heimatfilm herzustellen und zweitens, den „neuen deutschen Film“ auch für die breiten Massen zugänglich zu machen. Regisseur Hauff besetzte daher zahlreiche Rolle aus dem „Jungfilmer“-Bereich, allen voran aus der Entourage von Rainer Werner Fassbinder, der hier mit einer Nebenrolle gleichfalls mitwirkte. Auch der Dramatiker Martin Sperr („Jagdszenen aus Niederbayern“), der hier das Drehbuch verfasste, hat in diesem Film eine kleine Rolle übernommen. Er spielt den Hirten Meier.
Hans Brenner und seine damalige Lebenspartnerin Ruth Drexel wurden für ihre Leistungen für das Filmband in Gold nominiert.

## Kritiken
Im Das große Personenlexikon des Films schrieb Kay Weniger: „Mit Beginn der 70er Jahre verließ er den reinen Unterhaltungsbereich, nahm 1970 die Hauptrolle in Volker Schlöndorffs Film-Fernseh-Produktion „Der plötzliche Reichtum der armen Leute von Kombach“ an und inszenierte noch im selben Jahr mit der ARD-Auftragsproduktion über einen bayerischen Räuber um die Jahrhundertwende, der menschlich anrührenden, aufmerksam beobachtenden Moritat „Mathias Kneißl“ seinen ersten bedeutenden Film.“
Das Lexikon des Internationalen Films urteilte: „Die Geschichte eines jungen Mannes um die Jahrhundertwende, der, durch seine italienische Herkunft von Kind auf in eine Außenseiterrolle gedrängt, mit allen Mitteln um seinen Lebensunterhalt kämpft und schließlich als Räuber hingerichtet wird. In Form einer Moritat inszenierter kritischer Heimatfilm, in dem Bilder und Milieustudien aus der deutschen Vergangenheit zur Illustration aktueller politischer Anliegen herangezogen wurden. Ein Beispiel für Tendenzen im Jungen Deutschen Film Ende der 60er Jahre, die vom Unterhaltungskino okkupierten Sujets (Heimat und Provinz) einer gesellschaftskritischen Neuinterpretation zu unterziehen; streckenweise oberflächlich, doch in Einzelheiten bewegend.“